# 2021년 8월 죽음
다음은 2021년 8월에 사망한 저명한 인물 목록이다.
- 8월 1일 - 미국의 영화배우 알빈 잉
- 8월 2일 - 대한민국의 음악가 박재훈
- 8월 5일
  - 대한민국의 정치인 임인채
  - 우크라이나의 정치인 예우헨 마르추크
- 8월 6일 - 대한민국의 군인 윤용남
- 8월 7일
  - 미국의 영화배우 제인 위더스
  - 미국의 영화배우 마키 포스트
- 8월 8일 - 미국의 언어학자 라일라 글라이트만
- 8월 9일 - 영국의 영화배우 팻 히치콕
- 8월 10일 - 대한민국의 정치인 이철환
- 8월 12일
  - 잉글랜드의 영화배우 우나 스텁스
  - 영국의 대학교수 앤드류 월즈
- 8월 14일
  - 대한민국의 정치인 조성태
  - 일본의 기업인 메리 키타가와
  - 러시아의 바이올리니스트 이고리 오이스트라흐
- 8월 15일 - 독일의 축구선수 게르트 뮐러
- 8월 16일
  - 대한민국의 배우 김민경
  - 소련의 육상선수 볼로디미르 홀루브니치
- 8월 17일 - 대한민국의 정치학자 이정식
- 8월 18일
  - 대한민국의 의학자 노성만
  - 일본의 화가 도미야마 다에코
- 8월 19일
  - 대한민국의 국회의원 배성동
  - 일본의 영화배우 치바 신이치
- 8월 20일 - 대한민국의 정치인 박일재
- 8월 21일
  - 미국의 라디오진행자 필 밸런타인
  - 리히텐슈타인의 대공부인 마리 폰 운트 추 리히텐슈타인 후작부인
- 8월 22일 - 대한민국의 정치인 정장현
- 8월 24일
  - 대한민국의 국어학자 이수열
  - 잉글랜드의 드럼연주자 찰리 와츠
  - 차드의 제7대 대통령 이센 아브레
- 8월 27일
  - 대한민국의 스포츠인 김주훈
  - 일본의 라쿠고카 산유테 다카스케
  - 미국의 생화학자 에드먼드 헨리 피셔
- 8월 28일
  - 대한민국의 법조인 윤재식
  - 아프가니스탄 시인 아사둘라 왈왈지
- 8월 29일
  - 미국의 영화배우 에드워드 애스너
  - 벨기에의 의사 자크 로게
- 8월 30일
  - 대한민국의 사회기관단체인 김옥라
  - 칠레의 유튜버 tomiii 11
- 8월 31일
  - 일본의 음악프로듀서 에자키 마사루
  - 미국의 영화배우 마이클 콘스탄틴